# Onișkî, Orjîțea
Onișkî (în ucraineană Онішки) este o comună în raionul Orjîțea, regiunea Poltava, Ucraina, formată numai din satul de reședință.

## Demografie
Componența lingvistică a comunei Onișkî
     Ucraineană (98,81%)
     Rusă (1,19%)
Conform recensământului din 2001, majoritatea populației comunei Onișkî era vorbitoare de ucraineană (98,81%), existând în minoritate și vorbitori de rusă (1,19%).